# Municipio de Featherstone
El municipio de Featherstone (en inglés: Featherstone Township) es un municipio ubicado en el condado de Goodhue en el estado estadounidense de Minnesota. En el año 2010 tenía una población de 782 habitantes y una densidad poblacional de 8,42 personas por km².

## Geografía
El municipio de Featherstone se encuentra ubicado en las coordenadas 44°31′29″N 92°36′6″O / 44.52472, -92.60167. Según la Oficina del Censo de los Estados Unidos, el municipio tiene una superficie total de 92.84 km², de la cual 92,75 km² corresponden a tierra firme y (0,09 %) 0,09 km² es agua.

## Demografía
Según el censo de 2010, había 782 personas residiendo en el municipio de Featherstone. La densidad de población era de 8,42 hab./km². De los 782 habitantes, el municipio de Featherstone estaba compuesto por el 96,55 % blancos, el 1,41 % eran amerindios, el 0,51 % eran de otras razas y el 1,53 % eran de una mezcla de razas. Del total de la población el 2,43 % eran hispanos o latinos de cualquier raza.